# Sidney Lawrence
Sidney Lawrence (* 31. Dezember 1801 in Weybridge, Vermont; † 9. Mai 1892 in Moira, New York) war ein US-amerikanischer Jurist und Politiker. Zwischen 1847 und 1849 vertrat er den Bundesstaat New York im US-Repräsentantenhaus.

## Werdegang
Sidney Lawrence wurde Anfang des 19. Jahrhunderts in Weybridge im Addison County geboren. Die Familie zog während seiner frühen Kindheit nach Moira im Franklin County. Dort besuchte er Gemeinschaftsschulen. Er studierte Jura. Nach dem Erhalt seiner Zulassung als Anwalt begann er in Moira zu praktizieren. Er bekleidete mehr als die Hälfte des Jahrhunderts den Posten als Friedensrichter. Darüber hinaus war er Supervisor und Assessor. 1837 wurde er 	Vormundschafts- und Nachlassrichter (surrogate) im Franklin County – eine Stellung, die er bis 1843 innehatte. Er saß in den Jahren 1843 und 1844 im Senat von New York und 1846 in der New York State Assembly. Politisch gehörte er der Demokratischen Partei an.
Bei den Kongresswahlen des Jahres 1846 für den 30. Kongress wurde er im 15. Wahlbezirk von New York in das US-Repräsentantenhaus in Washington, D.C. gewählt, wo er am 4. März 1847 die Nachfolge von Joseph Russell antrat. Da er auf eine erneute Kandidatur im Jahr 1848 verzichtete, schied er nach dem 3. März 1849 aus dem Kongress aus.
Nach seiner Kongresszeit widmete er sich wieder rechtswissenschaftlichen Tätigkeiten, verfolgte aber auch Immobilien- und Bankgeschäfte. Am 9. Mai 1892 verstarb er in Moira und wurde dann auf dem gleichnamigen Friedhof beigesetzt.